# Паркер, Грэм
Грэм Паркер (англ. Graham Parker, род. 18 ноября 1950 года в Лондоне, Англия) — британский рок-музыкант и автор песен, лидер группы Graham Parker & the Rumour. В музыкальной истории Паркер остался как один из пионеров новой волны, предвосхитивший появление здесь Элвиса Костелло и Джо Джексона. Все трое нередко упоминаются критиками в общей связке как коллективный портрет автора-исполнителя в образе «рассерженного молодого человека»; к этому обобщению сам Паркер всегда относился с большим сарказмом.
Паркер, одна из ключевых фигур в паб-роке середины 70-х годов (согласно Allmusic), многое взял у Вэна Морриссона и Rolling Stones, но при этом создал собственный синтез драйвового рок-н-ролла и исповедального фолк-рока, «отмеченный уникальными чертами — негодующей страстностью, острым сарказмом и колючей злобностью». Раннее творчество Паркера, в котором оптимально соединились рок-н-ролльный напор, чувство юмора и интеллигентность, обеспечили ему любовь верных фанатов и уважение критиков, которые чрезвычайно высоко оценили дебютный альбом Howlin' Wind.
С 1997 года и по настоящее время Паркер гастролирует и записывается с группой Figgs.

## Дискография

### Студийные альбомы

#### Graham Parker & The Rumour
- Howlin' Wind (1976)
- Heat Treatment (1976)
- Stick To Me (1977)
- Squeezing Out Sparks (1979)
- The Up Escalator (1980)
- Three Chords Good (2012)
- Mystery Glue (2015)

#### Graham Parker
- Another Grey Area, 1982
- The Real Macaw, 1983

#### Graham Parker & The Shot
- Steady Nerves, 1985
- The Mona Lisa’s Sister, 1988
- Human Soul, 1989
- Struck by Lightning, 1991
- Burning Questions, 1992
- Graham Parker’s Christmas Cracker EP, 1994
- 12 Haunted Episodes, 1995
- Acid Bubblegum, 1996
- Loose Monkeys, 1999
- Deepcut To Nowhere, 2001
- Your Country, 2004 (с участием Люсинды Уильямс)
- Don’t Tell Columbus, 2007

#### Graham Parker & The Figgs
- Songs of No Consequence, 2005

#### Graham Parker & The Goldtops
- Cloud Symbols, 2018

### Концертные альбомы

#### Graham Parker & the Rumour
- Live at Marble Arch, 1976
- At The Palladium, New York, NY, 1977
- The Parkerilla, 1978
- Live Sparks, 1979

#### Graham Parker
- Live! Alone in America, 1989
- Live Alone! Discovering Japan, 1993
- Live from New York, 1996
- BBC Live in Concert (1977-91), 1996
- The Last Rock and Roll Tour, 1997 (с Figgs)
- Not If It Pleases Me (BBC sessions 1976-77), 1998
- King Biscuit Flower Hour Presents Graham Parker (live 1983), 2003
- Live Cuts From Somewhere, 2003 (с Figgs)
- Blue Highway, 2003 (записан в 1988 году)
- Live Alone: The Bastard of Belgium, 2005
- Yer Cowboy Boot, 2005
- 103 Degrees in June, 2006 (с Figgs)
- Platinum Bastard, 2007

### Сборники
- The Best of Graham Parker and the Rumour 1980
- Look Back in Anger: Classic Performances, 1982
- It Don’t Mean a Thing If It Ain’t Got That Swing, 1984
- Pourin' It All Out: The Mercury Years, 1986
- The Best of Graham Parker 1988—1991, 1992
- Passion Is No Ordinary Word: The Graham Parker Anthology 1993
- No Holding Back, 1996
- Temporary Beauty, 1997
- You Can’t Be Too Strong: An Introduction to Graham Parker and the Rumour, 2001
- The Official Art Vandelay Tapes, 2003
- A Fair Forgery of Pink Floyd, 2003 (Грэм Паркер исполняет Comfortably Numb)
- The Official Art Vandelay Tapes Vol 2, 2005

## Синглы
- Hold Back the Night (#58, 1977)
- Hey Lord, Don’t Ask Me Question (#32, 1978)
- Temporary Beauty (#50, 1982)
- Life Gets Better (#94, 1983)
- Wake Up (Next To You) (#39, 1988)
- Don’t Let It Break You Down (#27, 1988)
- Big Man on Paper (#18, 1988)